# 吉德
株式会社吉德（よしとく、英: Yoshitoku Co., Ltd.）は、東京都台東区浅草橋に存在する日本人形屋。キャッチコピーは「顔がいのちの吉德」。

## 概要
- 創業正徳元年（1711年）。約300年の歴史を有する老舗である。（江戸最古）初代は徳川六代将軍から「吉野屋」の 屋号を与えられたことから、雛人形手遊問屋として吉野屋治郎兵衞を名乗る。その名は江戸の文書にも記録されている。六世以降は德兵衞と改名、当主は代々その名を継承して今日に至っており、山田德兵衞を襲名している（現在の当主は、十二世）。また、吉野屋徳兵衛が略されて商号「吉德」となったと言われている。
- 関東大震災や東京大空襲等で何度か店舗を倒壊・焼失するも、その度浅草橋（現所在地）に再建し、営業を再開している。ちなみに創業当時から現在に至るまで、本社の所在地は変わっていない。
- 江戸時代には何度か暖簾分けが行なわれているが、現在の久月も文久2年（1862年）に吉德から暖簾分けされた店舗の一つ。
- ぬいぐるみ製造も手がけており、人形と並ぶ主力商品となっている。

## コラボレーション
- 映画スター・ウォーズ・シリーズのキャラクター「ダース・ベイダー」「ストームトルーパー」とコラボレーションした商品を発売。2008年に幕張メッセで開催された「スター・ウォーズ・セレブレーション ジャパン」にも出展された。
- フリューのホビーブランド「F:NEX」コラボレーションした商品として、ライトノベル原作のテレビアニメ「Re:ゼロから始める異世界生活」のキャラクターフィギュア「吉徳×F:NEX ラム-日本人形-1/4スケールフィギュア」を発売。2021年8月受注開始[1]。

## 販売店
直営店は浅草橋本店を始め、荒川流通センター店、大和店、札幌店、小倉店の5店舗存在する。
また、全国の特約店、百貨店、専門店で扱っている。

## 事業所
本店を始め、大和店、大阪支店、名古屋支店、福岡支店、札幌支店、広島支店、営業本部、オリジナル事業部、商品本部、流通センターが存在する。（営業本部、オリジナル事業部、商品本部、流通センターは東京都荒川区に存在する） 